# Ormetica codasi
Ormetica codasi är en fjärilsart som beskrevs av Jörgensen 1935. Ormetica codasi ingår i släktet Ormetica och familjen björnspinnare. Inga underarter finns listade i Catalogue of Life.